# Barquets (Rajadell)
Barquets, Cal Braquets o Cal Braquests és una masia situada a l'oest del municipi de Rajadell, a la comarca catalana del Bages.